# Gingerol
Gingerol, o [6]-gingerol, es el componente activo de jengibre fresco.  Químicamente, gingerol es un pariente de la capsaicina y la piperina, los compuestos que dan a los chiles y la pimienta negra sus respectivos grados picantes. Se encuentra normalmente como un aceite de color amarillo penetrante, pero también pueden tener una forma sólida cristalina de bajo punto de fusión.
Al cocinar el jengibre, el gingerol se transforma en zingerona, que es menos picante y tiene un aroma dulce picante. Cuando se seca el jengibre, el gingerol se somete a una reacción de deshidratación formando shogaoles, que son aproximadamente el doble de picantes que el gingerol. Esto explica por qué jengibre seco es más picante que el jengibre fresco.
El jengibre también contiene 8-gingerol, 10-gingerol y 12-gingerol.

## Efectos fisiológicos
[6]-Gingerol administrado por inyección intraperitoneal se ha utilizado para inducir un estado de hipotermia a ratas.
Gingerol parece ser eficaz en un modelo de artritis reumatoide en animales.
Gingerol y sus análogos tienen una favorable perfil de toxicidad, pero son citotóxicos hacia una gama de líneas celulares de cáncer incluyendo leucemia y cáncer de pulmón.
Gingerol ha sido investigado in vitro por su efecto sobre los tumores cancerosos del intestino, tejido mamario, ovarios y páncreas, con resultados positivos.